# Anguliphantes nepalensis
Anguliphantes nepalensis là một loài nhện trong họ Linyphiidae.
Loài này thuộc chi Anguliphantes. Anguliphantes nepalensis được Andrei V. Tanasevitch miêu tả năm 1987.